# 옥스퍼드가

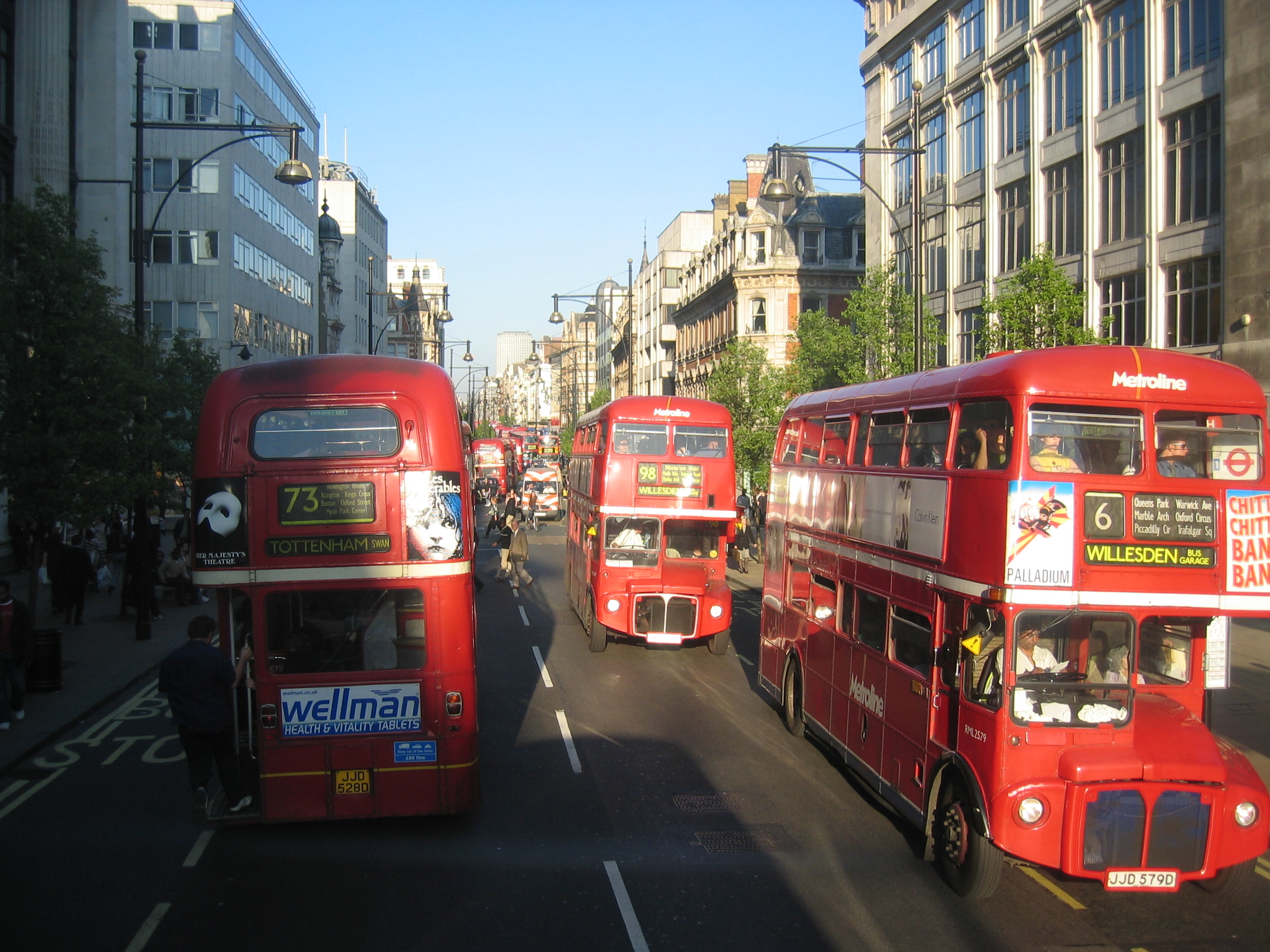
옥스퍼드 스트리트

옥스퍼드 스트리트(Oxford Street)는 영국, 잉글랜드, 웨스트민스터에 있는 거리이다.